# Aloe plowesii
Aloe plowesii är en grästrädsväxtart som beskrevs av Gilbert Westacott Reynolds. Aloe plowesii ingår i släktet Aloe och familjen grästrädsväxter. Inga underarter finns listade i Catalogue of Life.